# Swiftia spauldingi
Swiftia spauldingi är en korallart som först beskrevs av Nutting 1909.  Swiftia spauldingi ingår i släktet Swiftia och familjen Plexauridae. Inga underarter finns listade i Catalogue of Life.